# Louis Blanc
Pour les articles homonymes, voir Blanc (homonymie) et Louis Blanc (homonymie).
 (février 2018).
Louis Jean Joseph Blanc, né le 29 octobre 1811 à Madrid et mort le 6 décembre 1882 à Cannes, est un journaliste et historien français, membre du gouvernement provisoire de 1848 et député sous la Troisième République.
Il est promoteur de l'aphorisme communiste De chacun selon ses facultés à chacun selon ses besoins : « L'égalité n'est donc que la proportionnalité, et elle n'existera d'une manière véritable que lorsque chacun […] produira selon ses facultés et consommera selon ses besoins. ». Cet adage sera notamment repris par les communistes libertaires et les marxistes.
Socialiste et républicain, il participe à la campagne des Banquets en faveur du suffrage universel et propose, après la Révolution de 1848, la création des Ateliers sociaux afin de rendre effectif le droit au travail. Il est finalement contraint de s'exiler à Londres après les Journées de Juin car tenu pour responsable de l'émeute du 15 mai. Il y demeure jusqu'à la fin de la guerre franco-prussienne de 1870 et entre de nouveau à l'Assemblée nationale en 1871, siégeant à la chambre basse une dizaine d'années, à l'extrême gauche.

## La découverte de la vie ouvrière et du journalisme

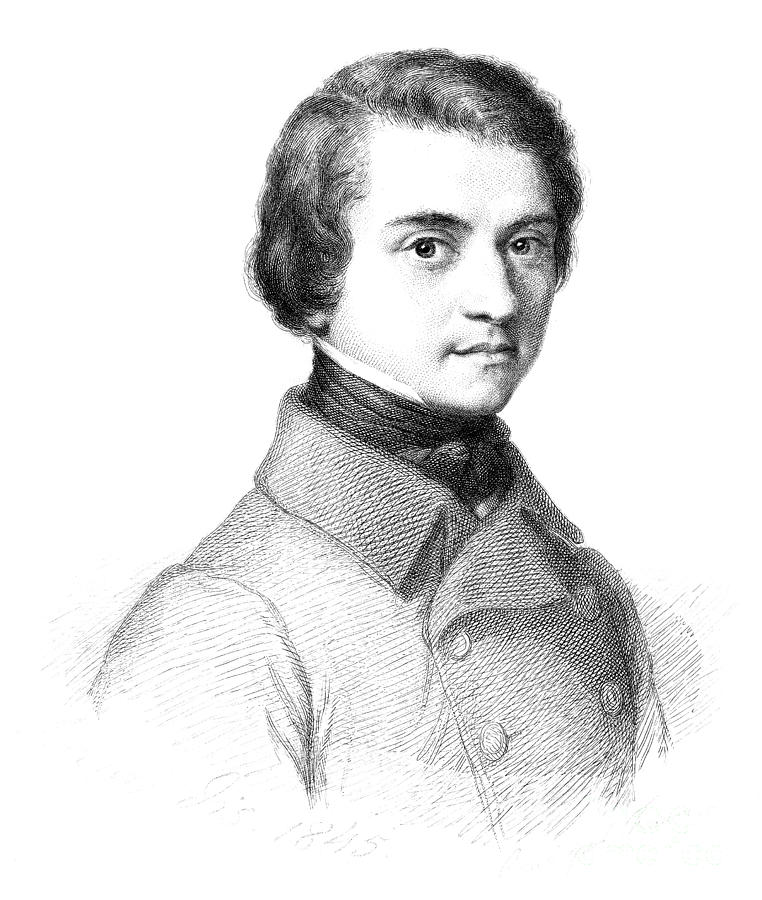
Louis Blanc en 1845,
gravure du musée de la vie romantique.

Né à Madrid, Louis Blanc était fils d'un haut fonctionnaire impérial, Jean Charles Louis Blanc, aux ordres de Joseph Bonaparte pendant l'occupation de l'Espagne. Frère aussi de Charles Blanc, Louis Blanc fait de brillantes études au collège de Rodez lorsqu'il perd sa mère. Son père devient fou. Chef de famille à 19 ans, il quitte le collège et se rend, avec son frère, à Paris. Lors de son voyage, la nouvelle de la Révolution de Juillet (1830) le surprend.
Pour survivre, le jeune Louis Blanc donne des cours et effectue des travaux de copie. Puis, grâce à des relations familiales, il trouve une place de précepteur dans la famille d'un industriel d'Arras, foyer de la Révolution industrielle en France. Ce poste (1832-1834) lui permet de visiter la fonderie Hallette (600 employés), qui fabrique des locomotives et des presses hydrauliques.
Témoin des conditions de vie du prolétariat, il abandonne définitivement ses positions légitimistes (royaliste et défenseur de l'ordre social) en s'approchant des idées socialistes. Revenu à Paris, il devient journaliste, collaborant au quotidien Le Bon Sens, journal d'opposition à la monarchie de Juillet. Puis il collabore tout d'abord avec le quotidien National (journal démocrate modéré), mais c'est surtout à La Réforme (social-démocrate avancé) qu'il gagne sa notoriété politique et où il essaie de gagner la petite et moyenne bourgeoisie à la prise de conscience de sa propre perte au profit de la haute bourgeoisie financière dans un schéma concurrentiel. Il y développe l'idée d'un véritable suffrage universel. L'insurrection lyonnaise de 1834 voit l'écrasement du mouvement républicain par le gouvernement. Louis Blanc s'associe à cette démarche et publie des articles en faveur des accusés.
En 1839, il fonde la Revue du Progrès, publiant la même année L'Organisation du travail, dans lequel il présente l'Association comme réponse à la question sociale. Il s'y attaque en effet à la concurrence anarchique, préconisant un système d'associations à but lucratif contrôlées par l'État démocratique la première année seulement. Selon lui, ce système est nécessaire car la concurrence entre entrepreneurs mène inéluctablement au monopole et, parallèlement, à la paupérisation de la collectivité, tandis que la concurrence sur le marché du travail crée une spirale appauvrissante.
Avec la Revue du Progrès, Louis Blanc ambitionne d'en faire une tribune ouverte aux diverses tendances de l'opinion républicaine, mais il ne parvient pas à avoir une large audience dans les classes populaires. Les doctrines défendues par la Revue sont très avancées, Louis Blanc défendant un système parlementaire démocratique (suffrage universel s'exprimant annuellement) et monocaméral (l'Assemblée nationale représentant fidèlement la Nation). Il se fonde sur le mode de scrutin proportionnel élaboré par Hare, défend la responsabilité politique de l'Assemblée qui nomme en son sein les membres de l'exécutif, ainsi que le double examen en matière législative (double lecture et vote par l'Assemblée). Globalement, il défend dans son œuvre un projet de social-démocratie en préconisant la réorganisation du travail et le partage équitable des profits, certes, mais également des pertes le cas échéant.
Il rencontre d'ailleurs Louis Napoléon Bonaparte emprisonné au fort de Ham et, pensant l'avoir convaincu de la pertinence de ses idées, va le défendre devant la chambre des pairs après sa tentative putschiste de Boulogne en 1840.
Louis Blanc se fait aussi une réputation d'historien pamphlétaire en publiant en 1841 L'histoire de dix ans (1830 à 1840), très critique à l'égard des premières années de règne de Louis-Philippe et encensant au contraire les Républicains.
En 1843 il entre au comité de direction du journal La Réforme aux côtés de républicains tels que Ledru-Rollin, Lamennais, Schœlcher ou Cavaignac. Il y développe ses deux idées centrales, l'Association et le Suffrage universel.

## 1848: l'heure de l'engagement concret

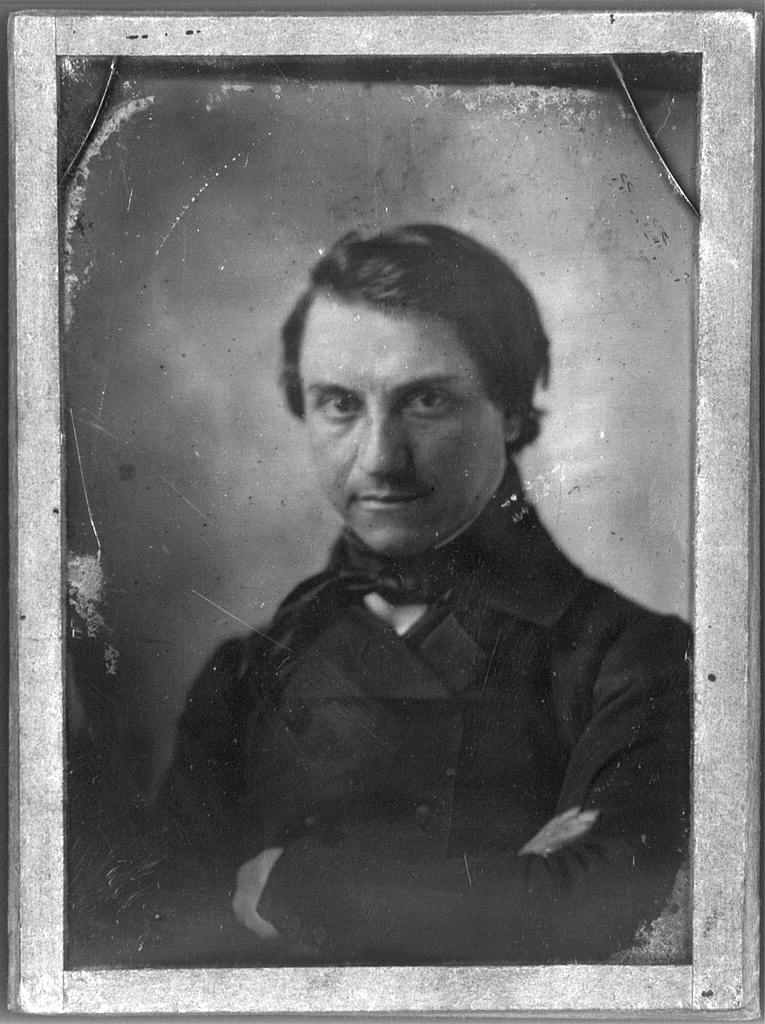
Louis Blanc photographié vers 1850-1860.

La Réforme et Le National espèrent voir s'ouvrir les cercles du pouvoir jalousement gardés par le gouvernement Guizot dont la majorité est confirmée par les élections de 1846 grâce au vote censitaire, d'où une propagande accrue pour revendiquer la réforme électorale à travers la Campagne des Banquets. Ces réunions qui ont lieu dans toute la France réunissent différents courants : Louis Blanc est à la tête des négociateurs radicaux, défendant le suffrage universel et la représentation proportionnelle de la Nation par l'Assemblée nationale.
Les talents d'orateur de Louis Blanc sont célébrés durant le banquet de Dijon où il déclare : « Quand les fruits sont pourris, ils n'attendent que le passage du vent pour se détacher de l'arbre ».
La campagne des Banquets prend alors une allure que nombre de ses fondateurs n'a pas prévue. Un banquet doit avoir lieu à Paris le 22 février 1848 mais le gouvernement l'interdit. Sous l'impulsion de Louis Blanc, les membres les plus engagés se réunissent néanmoins, et le banquet se prolonge le jour suivant, renforcé par l'appui de la garde nationale. Guizot démissionne. Le soir même éclate une fusillade devant le ministère des Affaires étrangères. Les barricades gagnent toute la ville.
Louis-Philippe Ier abdique en faveur de son petit-fils, le comte de Paris et part en Normandie. Un gouvernement provisoire composé de Dupont de l'Eure, Ledru-Rollin, Flocon, Marie, Garnier-Pagès, Lamartine et Louis Blanc est formé. Cette liste résulte d'un compromis avec les membres du journal Le National et de La Réforme. Ils se rendent à l'Hôtel de ville et proclament la République souhaitée par les insurgés.

### Le droit au travail et les Ateliers sociaux

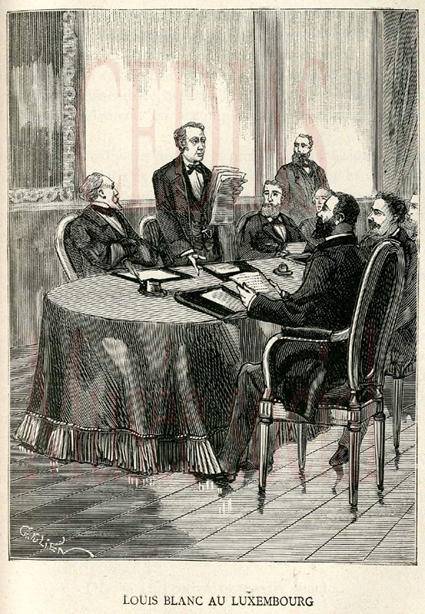
Louis Blanc au Luxembourg

Sous la pression d'ouvriers parisiens dans la salle des Séances le gouvernement provisoire publie un décret rédigé à la hâte par Louis Blanc (auquel s'oppose Lamartine) garantissant le droit au travail :

« Le gouvernement provisoire de la République s'engage à garantir l'existence des ouvriers par le travail. Il s'engage à garantir le travail […] à tous les citoyens. Il reconnaît que les ouvriers doivent s'associer entre eux pour jouir du bénéfice légitime de leur travail. »

Le gouvernement provisoire ne fait rien pour essayer de tenir sa promesse. La Révolution a pourtant été faite en ce sens. Une manifestation éclate le 28 février. On y réclame, de nouveau, l'organisation du travail et un ministère du Progrès. La majorité du gouvernement s'oppose à ces revendications.
Les manifestants doivent se contenter d'une Commission pour les travailleurs, laquelle doit siéger au palais du Luxembourg. Après négociations, Louis Blanc accepte à contrecœur la présidence de cette Commission du Luxembourg, privée de budget propre, alors qu'il demandait, conformément aux vœux des révolutionnaires, un Ministère du travail doté d'un budget spécifique.
Dans l'esprit de Louis Blanc, ce devait être une sorte de « parlement du travail » pour annoncer les lois sociales que l'assemblée constituante n'aurait plus qu'à ratifier. Louis Blanc s'y voue totalement et parvient, avec beaucoup de difficultés, à mettre en place de nombreux projets. Des milliers d'associations ouvrières de production sont créées, le papier monnaie utilisé pour les échanges entre les associations est aussi utilisé dans les commerces (à Paris notamment).
Par ailleurs, dès la première séance au Luxembourg Louis Blanc s'attache à limiter la journée de travail à 10 heures par jour à Paris et à 11 heures en Province et supprime le marchandage à moins qu'il ne soit du fait des ouvriers. Il obtient la suppression du livret d'ouvrier, et arbitre également de nombreux conflits entre entrepreneurs et employés.
Enfin, la Commission propose la formation d'ateliers sociaux dont la mise en place passerait par un crédit d'État à taux zéro et dont l'objectif serait d'assurer un emploi aux travailleurs correspondant à leur compétence. De surcroît, le partage à égalité des bénéfices entre associés-travailleurs est un préalable à l’aide publique.
Or, Marie est chargé de la réalisation, en parallèle et contre Louis Blanc, des ateliers nationaux dont l'objectif à court terme est d'apporter du travail aux pauvres : travaux de terrassement par exemple, non productifs et ne correspondant pas à la formation des personnes qui y travaillent. Ceci n'a rien à voir avec les ateliers sociaux dont l'objectif est de proposer du travail correspondant au savoir des travailleurs dans une dynamique industrielle à long terme. Louis Blanc et ses ateliers sociaux s'inscrivent dans la logique économique de l'époque.
Néanmoins, Louis Blanc se heurte très rapidement aux aspirations des membres du gouvernement provisoire. En effet, face à l'influence croissante de Louis Blanc ceux-ci souhaitent sa chute. Le Luxembourg devait prouver l'inefficacité des solutions qu'il propose. Ce n'est pas le cas. Dès lors, ce jeune journaliste est à abattre par tous les moyens. La calomnie fait rage dans les journaux. Il échappe de justesse à deux attentats. Les ateliers nationaux sont abondamment financés (tandis que les ateliers sociaux ne bénéficient d'aucune aide).
Louis Blanc revient sur ces événements dans son Histoire de la Révolution de février 1848 : les causes profondes sont, selon lui, à chercher dans le machinisme qui conduit mécaniquement à la hausse du chômage et à la massification du prolétariat des faubourgs. Blanc décrit ainsi un tableau social proche de celui présenté par le docteur Villermé dans son Tableau de l'état physique et moral des ouvriers employés dans les manufactures de coton, de laine et de soie (1840).
Blanc interroge le triptyque républicain Liberté, Égalité, Fraternité à la lumière de cet état de faits : comment parler de liberté chez celui qui est esclave de la faim et de l'ignorance? Où est l'Égalité lorsque le travail des uns fait fructifier l'argent des autres ? Comment comprendre la Fraternité lorsque le législateur fait des lois non pas pour protéger les plus faibles (dans le sens du contrat social, c'est-à-dire afin de garantir la vie et pour lutter contre la misère) mais bien au contraire pour garantir au plus fort une liberté dont il est le seul à pouvoir jouir ?

## La fermeture des «Ateliers nationaux» et l'exil sous le Second Empire
Après le succès des conservateurs aux élections du 23 avril 1848 pour l'Assemblée nationale, il est écarté de la Commission exécutive qui succède au gouvernement provisoire le 10 mai.
Le 29 avril 1848, il prononce un discours à la Commission du gouvernement pour les travailleurs dans lequel il estime que le suffrage universel ne peut être authentique qu'une fois les questions sociales résolues, et qu'il faut donc envisager une prise du pouvoir d'État si l'assemblée élue ne mène pas une politique socialiste.
La majorité conservatrice (ou Parti de l'Ordre), en particulier Jules Favre, tente de le poursuivre en le tenant responsable de la manifestation du 15 mai 1848.
Le rôle de Louis Blanc est pratiquement nul pendant les Journées de juin 1848. Il se rend à l'Assemblée qui s'est déclarée en permanence tandis que Falloux propose la dissolution immédiate des Ateliers nationaux.
Louis Blanc n'apprécie guère le général Cavaignac à qui l'on vient de confier la mission de contenir la Révolution. Il n'y retrouve pas les sentiments républicains de son frère (lui qui d'ailleurs va par la suite l'accuser d'avoir laissé la situation s'aggraver pour permettre à l'armée d'effacer sa défaite de février).
La situation est extrêmement tendue si bien que Louis Blanc manque d'être tué par des gardes nationaux qui voient en lui le promoteur des Ateliers nationaux. Le président de l'Assemblée, Jules Senard, lui propose un refuge au palais Bourbon. Il préfère être accueilli au domicile d'un collègue.
Une commission est alors nommée pour enquêter sur les journées de juin et elle décide presque aussitôt de remonter aux événements qui se sont déroulés depuis février 1848. Louis Blanc et Ledru-Rollin sont directement visés et le procureur général demande la levée de l'immunité parlementaire de Louis Blanc. Après un discours de Cavaignac, celle-ci est accordée à 6 heures du matin par 504 voix contre 252.
Louis Blanc part à Saint-Denis pour la Belgique. Il gagne Gand. Il y est arrêté puis expulsé pour débarquer en Grande-Bretagne. C’est le début d'un exil de vingt ans.
En avril 1849, la Haute Cour de justice de Bourges, qui juge les participants à la manifestation du 15 mai 1848, condamne par contumace Louis Blanc et cinq autres inculpés à la déportation. Son projet d'ateliers sociaux est ainsi amalgamé par la propagande antisocialiste avec les Ateliers nationaux dont la fermeture provoqua les Journées de Juin.
En 1859, il refuse l'amnistie accordée par un gouvernement qu'il ne reconnaît pas. Le succès considérable de l'Empire inquiète les exilés républicains.
À Londres, Louis Blanc fait des conférences et donne des cours notamment sur la Révolution française dont il écrit l'histoire entre 1847 et 1862. Il devient ami du philosophe John Stuart Mill, auteur des Considérations sur le gouvernement représentatif (1861). Le déroulement de la Révolution de 1848 et l'avènement au pouvoir, par les urnes, de Bonaparte, l'incitent à réviser ses conceptions concernant le mode de scrutin. Dans Le Temps, il présente ainsi le système de Mill, qu'il défendra ouvertement en 1873 (« De la Représentation proportionnelle des minorités »). Blanc s'intéresse par ailleurs à la politique anglo-saxonne, s'indignant par exemple du soutien moral apporté par certains conservateurs britanniques aux Sudistes lors de la guerre de Sécession.

## Activité maçonnique
Durant son exil, il sera initié à la loge « Les sectateurs de Ménés », à Londres. En 1854, il est installé comme 93e du Rite de Memphis et orateur du Souverain Conseil de ce grade. En 1882, il apparaît comme membre actif de la loge « Humanité de la Drôme » à Valence et comme membre d'honneur de la loge « Les libres penseurs du Pecq »

## Le retour de Louis Blanc

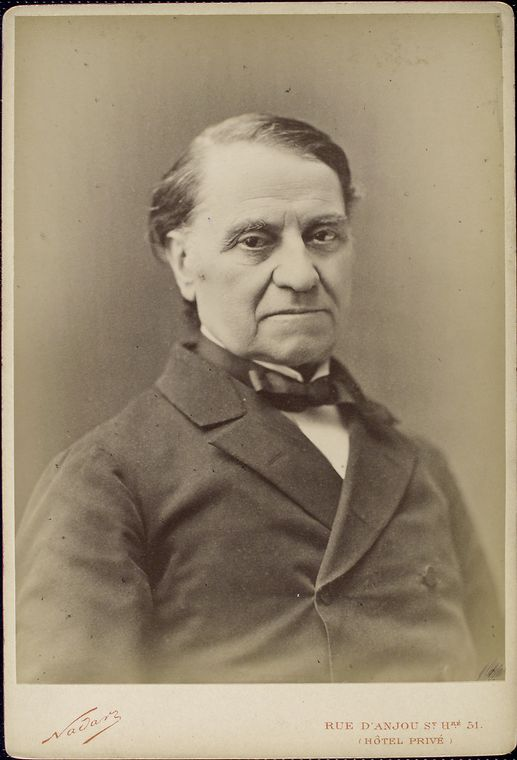
Louis Blanc photographié par Nadar.

La défaite de 1870 et la captivité de l'Empereur mettent fin brutalement au Second Empire. Dès le 5 septembre au soir, Louis Blanc se rend à Paris et y apprend la formation du gouvernement provisoire par Gambetta.
De retour sous la Troisième République, il effectue sur le terrain un travail considérable partout en France. Malgré vingt-deux années d'exil, Louis Blanc est resté ancré dans les mémoires et très populaire dans les milieux républicains. Son nom est inscrit sur la liste du gouvernement. C'est une charge qu'il refuse. Aux élections à l'Assemblée constituante qui ont lieu pendant l'armistice, il est élu député avec un nombre d'électeurs dépassant même celui de Victor Hugo ou Gambetta.
Il part ensuite à Bordeaux où il défend le maintien des frontières contre les partisans de la paix immédiate. Ceux-ci l'emportent et Louis Blanc revient siéger à Versailles. Une méfiance réciproque dresse les ruraux défenseurs de la paix et les Parisiens aigris par leurs souffrances inutiles et l'installation du pouvoir politique à Versailles.

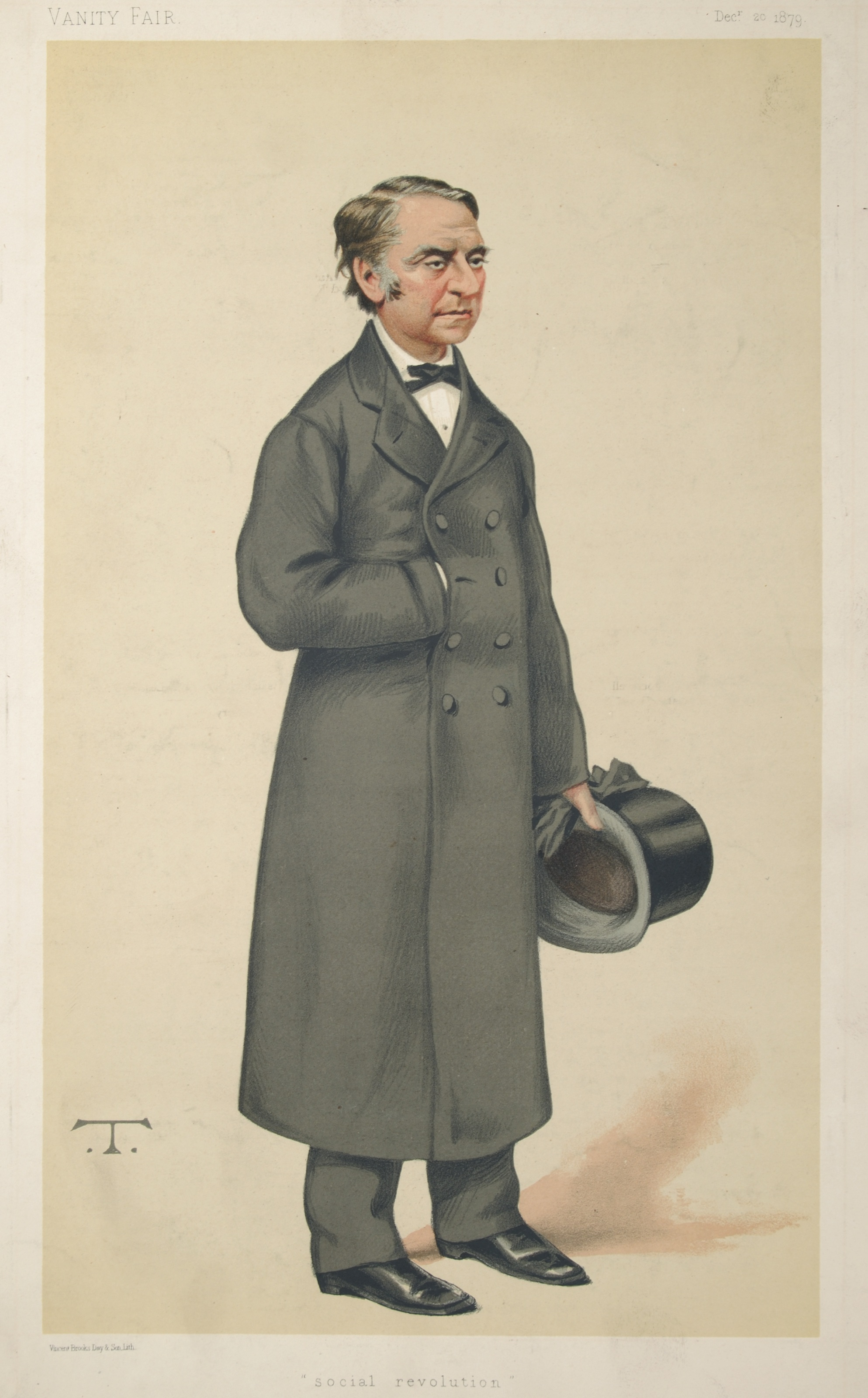
Caricature de Louis Blanc, décembre 1879.

S'il est élu avec facilité, Louis Blanc a peu d'influence auprès de ses collègues et les modérés voient en lui, à tort, le dangereux révolutionnaire de 1848, l'homme des Ateliers nationaux. Dans le camp républicain, ses idées d'association sous l'égide de l'État paraissent dépassées en raison de l'influence de Proudhon et de Marx, qui voient dans l'État une superstructure bourgeoise hostile au peuple. Par ailleurs, l'idée de l'union des classes en raison de leur interdépendance (du travail de l'un dépend la vie de l'autre, d'où la nécessité d'un partage équitable des profits) est directement concurrencée par l'idée de lutte des classes.
L'évolution du débat est perceptible dans le Manifeste de la Commune, auquel Louis Blanc est hostile car il supprime selon lui toute politique centralisatrice et équitable. L'unité de la France en serait détruite au profit d'un chacun pour soi dévastateur. Mais même s'il refuse de prendre part à la Commune car il n'en partage pas l'idéologie, il prend la défense du mouvement après la défaite : se dressant contre les excès de la répression, il dépose dès septembre 1871 un projet de loi portant amnistie des délits politiques, chose qu'il renouvelle en 1872, puis en 1873, et ce bien qu'il ait soutenu, au départ, la répression versaillaise. Son âge et son long exil ont atténué son influence. Il arrive cependant avec Gambetta à repousser un projet de loi qui cherche à restreindre, de nouveau, le suffrage universel. Opposant au coup de force de Mac-Mahon, il est en mai 1877 l'un des signataires du manifeste des 363.
Il est réélu en 1881. Toutefois, du fait de sa santé délicate, il laisse souvent à Clemenceau le soin de défendre leurs idées communes. Il doit bientôt partir se reposer à Cannes où il meurt des suites d'un refroidissement, à l'âge de 71 ans. Il est inhumé au cimetière du Père-Lachaise (67e division).

## Le projet politique et juridique issu de ses analyses économiques et historiques
(février 2009).
 (mai 2017).

### Le projet des «Ateliers sociaux»
Louis Blanc remarque que tant les employés que les employeurs sont soumis aux aléas du marché du travail (employeurs victimes de la concurrence anglaise, et employés victimes de la concurrence des plus pauvres qu'eux), et propose que l'État protège ceux qui le souhaitent en créant les ateliers sociaux. C'est un univers d'échange économique basé sur la complémentarité plutôt que sur la concurrence, la fraternité plutôt que l'individualisme. Pour éviter les situations extrêmes de pauvreté et de richesse, il propose de nationaliser les banques. L'État démocratique quant à lui serait contrôlé grâce au suffrage universel : les élus sont, dans son projet, les serviteurs des électeurs et sont responsables de leur mandat devant eux.
Son objectif est de réguler la concurrence pour lutter contre la misère par la création d'ateliers sociaux dans les branches les plus importantes de l'industrie nationale dans un premier temps. Ensuite, dans un second temps, le projet a vocation à s'étendre suivant la volonté des acteurs.
Pour bénéficier de l'emprunt à taux zéro de l'État ou d'un contrôle du fonctionnement équitable de l'industrie (par exemple), les associations doivent rédiger des statuts qui reconnaissent la démocratie d'entreprise, la souveraineté des travailleurs, le souhait de sortir de l'état de nature des relations économiques. Dans le cas contraire, libre à eux de créer une entreprise et de travailler dans l'univers libéral, concurrentiel, qui continue à exister en parallèle du projet de Louis Blanc. D'ailleurs, pour Louis Blanc, l'univers libéral serait complètement libéralisé. Il n'y aurait plus de droit au travail pour eux, plus de contrôle tout au plus un simple et modeste impôt forfaitaire pour la participation à la gestion du domaine public. Selon lui, cet univers de libre-marché, par la force des choses, serait condamné, du fait de son inefficacité supposée, au profit d'un univers totalement collectivisé et socialiste.
Le capital prêté par l'État à taux zéro aux associations est destiné à l'achat de matériel. Tous les ans les profits seraient répartis entre les membres de l'association. Alors, « déduction faite du montant des dépenses consacrées à faire vivre le travailleur, des frais d'entretien et de matériel, le bénéfice serait ainsi réparti :
1. Un quart pour l'amortissement du capital avancé par l'État
2. Un quart pour l'établissement d'un fonds de secours destiné aux vieillards, aux malades, aux blessés, etc.
3. Un quart à partager entre les travailleurs à titre de bénéfice
4. Un quart enfin pour la formation d'un fonds de réserve.

Ainsi serait constitué l'association dans un atelier ».
Par ailleurs, le problème du machinisme serait résolu par l'emploi progressif des machines pour réduire le coût de production et pour faire baisser le temps de travail. Le progrès technique, qui était pesant pour l'ouvrier, deviendrait alors un facteur d'amélioration de ses conditions de vie, de sa Liberté. Ce programme était un succès considérable. À Paris comme en province l'union des classes est souhaitée. Le but est d'en attendre l'amélioration des conditions de vie et de travail avec une augmentation des salaires par la participation directe aux résultats de l'entreprise associative en cas de profits (en cas de perte, la solidarité est la même). C'est là, une alternative directement applicable pour soulager les maux qui touchent l'ensemble de la société. « L'organisation du travail » en est la formule.

### Présentation
Tour à tour historien, économiste, théoricien politique et juridique, et homme politique, c'est à partir d’une étude historique qu’il dégage des thèmes économiques fondamentaux, à partir desquels il élabore un projet social appelant la création en droit d’associations par l’impulsion d’un État démocratique et social.
Connu principalement comme théoricien socialiste, son propos est cependant plus étendu. Parallèlement au projet d'organisation associative du travail, qu'il tente de concrétiser via les Ateliers sociaux, Blanc développe une réflexion institutionnelle au sujet de la souveraineté et de la démocratie, de la décentralisation et des lois (principalement sur le travail). En conséquence, un droit particulier s’applique en raison du caractère démocratique du régime souhaité. Dans son esprit, le droit est un outil au service d’une politique que les Constitutions révèlent.
Louis Blanc perçoit la Révolution française comme profondément socialiste. Dans son esprit, c’est une étape fondamentale vers l’affranchissement de tous les travailleurs qu'il convient de poursuivre :

« La révolution de 1789 fut certainement une révolution socialiste (…) puisqu’elle modifia la constitution économique de la société au profit d’une classe très nombreuse et très intéressante de travailleurs ; mais la révolution de 1789 laissa beaucoup à faire pour la classe la plus nombreuse et la plus pauvre ! (…) Elle déblaya la route de la liberté ; mais elle laissa sans solution la question, très importante pourtant, de savoir si beaucoup de ceux qui étaient à l’entrée de la route n’étaient pas condamnés par les circonstances du point de départ à l’impuissance de la parcourir. »

Selon l'historien Francis Demier, pour Louis Blanc :

« les classes ne sont pas condamnées à s’affronter et la lutte de classes, contrairement à l’idée qui se développe de Guizot à Marx, n’est pas le moteur de l’histoire. (…) Le marché ne fait que des victimes, il est une force anonyme, sans visage, sa logique échappe aux individus qu’ils soient ouvriers ou patrons. »

Si sa philosophie de l’histoire ne prend pas en compte l’idée d’une lutte des classes en tant que moteur de l'histoire, celle-ci n'est cependant pas ignorée. L’histoire du XIXe siècle est, d'après lui « le martyrologe des républicains ». Par ailleurs, comme Marx, Louis Blanc considère les structures effectives de l’organisation de la production comme déterminant l’ordre social et politique.
Sur le plan économique, Blanc distingue la place de l’individu dans un système de libre concurrence et dans un système associatif. Sa méthode d’analyse part systématiquement de l’Homme, de son droit fondamental à vivre pour comprendre les influences du monde économique sur la Liberté. Dans son esprit, le travail est tout aussi vital que l'air. Dès lors, la puissance des règles économiques sur le quotidien doit être analysée afin d’établir un projet politique. La logique de l’accaparement, du profit, qui a pour conséquence l’appauvrissement général de la population, n’a aucun sens. Le chômage, de même que les spéculations sur les denrées alimentaires vitales, sont des injustices criminelles. Il condamne cette logique au nom de la liberté :

« Dieu en soit loué ! On n’est pas encore parvenu à s’approprier exclusivement les rayons du soleil. Sans cela, on nous aurait dit : « Vous paierez tant par minute pour la clarté du jour » et le droit de nous plonger dans une nuit éternelle, on l’aurait appelé Liberté ! »

Dans son esprit, un choix doit être proposé aux Travailleurs (entrepreneurs et employés) de l’industrie et du monde agricole : soit la concurrence individuelle complètement libéralisée, soit l’entente concertée au sein d’associations soutenues la première année par l’État. Or, Louis Blanc constate que ce choix n’existe pas dans la France de la première moitié du XIXe siècle. Dans son projet politique coexistent alors une organisation concurrentielle du travail, une organisation associative du travail (qui emporte son adhésion) et un service public. L’État ne doit pas favoriser telle ou telle dogme économique, mais permettre au citoyen de librement choisir le mode d’organisation du travail qui lui convient.
Louis Blanc tente de mettre en œuvre ce projet en 1848, à la Commission du Luxembourg, puis sous la Troisième République. Dès lors – au-delà d’une vision dogmatique abstraite à la fois économique et politique s’inscrivant dans une perspective historique et idéologique qui doit être saisie par le droit – la confrontation de son système avec la réalité l’amène à proposer un projet social et démocrate éclairé par l’expérience.
L’évolution de sa pensée, entre ses années de jeunesse parisienne et sa retraite forcée en Angleterre, est continue et régulière. Ses années de jeunesse forment le fond de sa philosophie générale qui s’est vue ensuite perfectionnée avec le temps.

### L’unité du projet politique
Francis Demier a souligné le faible nombre de travaux récents consacrés à Louis Blanc. La plupart se consacrent à L'Organisation du travail et, plus spécifiquement, aux ateliers sociaux industriels, agricoles et littéraires.
Or ces institutions ne sont que les outils d’un projet plus global. L’unité du projet de L. Blanc comprend trois éléments complémentaires :
- un aspect social incarné par l’organisation du travail ;
- un aspect moral qui propose une perception de l’intérêt individuel en société ;
- un aspect politique prenant forme à travers le projet démocratique[24]. Travail, morale et démocratie convergent ainsi vers la République sociale démocratique.

Ainsi, au-delà de l’organisation du travail (liberté économique), qui est le socle, la « révolution morale » permet au système de fonctionner durablement, tandis que le projet démocratique garantit institutionnellement le pouvoir souverain du peuple (liberté politique). Ceci forme l’unité républicaine de Louis Blanc qui peut être au service du socialisme si telle est la volonté du peuple souverain. En effet, celui-ci doit s’exprimer par le suffrage universel via un mode de scrutin permettant à l’Assemblée d’être la représentation fidèle de la Nation.
Sur le plan économique, si Blanc défend le principe associatif, source du progrès véritable et de la fraternité, il n'exige pas la suppression du système concurrentiel. De son silence à l'égard de ce secteur, on pourrait dire qu'il laisse le libéralisme à lui-même, en ne fixant aucune règle à la concurrence. Certains pourraient même soutenir qu'il défend un libéralisme extrême dans les relations commerciales en désengageant totalement l’État des entreprises qui ont fait le choix de l’individualisme concurrentiel.
En effet, lorsque Louis Blanc évoque l’organisation du travail, il ne pense pas aux entreprises existantes. Il cherche simplement à créer un nouvel espace d’échange, basé sur la complémentarité et non sur l’antagonisme. C’est d’ailleurs ce qui se passe en février 1848 lorsqu’il engage les réformes à la tête de la commission du Luxembourg.
Ainsi, tout en facilitant la réalisation des vœux les plus chers des libéraux, il propose à ceux qui le souhaitent une organisation du travail basée sur un contrat social transposé à l’économie. Dans son esprit, s’il faut sortir de l’état de nature des relations économiques - de la barbarie criminelle et archaïque que cette situation induit, de l’absence de liberté, d’égalité et de fraternité dans ce système – s’il est impératif que la monarchie financière tombe à jamais pour enfin pouvoir vivre dans une vraie démocratie, il ne faut cependant violenter personne.
En ce sens, si ses préférences vont dans le sens d’un socialisme pragmatique, s'il dénonce avec force les conséquences du libéralisme pendant tout le XIXe siècle, le principal pour lui est que « deux modes de relations industrielles soient mis en présence. (…) [afin que] l’expérience décide lequel des deux modes est le meilleur, (…) sans commotion, par la seule puissance de l’attrait ». Rien ne doit venir gêner le développement concret de l’un ou l’autre système « économico-philosophique » qui, du reste, aspirent tous deux à un mieux vivre ensemble.
Cette position permet à Blanc de faire des ateliers sociaux (associations industrielles, agricoles et littéraires) les seules entreprises qui peuvent légitimement bénéficier du soutien de la collectivité, c'est-à-dire de l’État. L’aide publique est conditionnée au respect de certaines valeurs, l’État et les associations s’entendent dans le cadre d’un projet unitaire et démocratique. Dans son esprit, le droit du travail, les commandes de l’État, le contrôle d’un fonctionnement équitable de l’entreprise (inspection du travail), la protection de la propriété collective dans le travail (et privée dans la famille), l’emprunt gratuit, etc., ne concernent que le monde du travail associatif. Les interventions de la puissance publique dans le travail sont l’apanage des associations industrielles, des colonies agricoles et des associations littéraires.
Pour Blanc, le progrès de la civilisation se comprend par un idéal républicain qui se caractérise par une exigence précise d’humanisation de la société et qui passe, avant de proposer une alternative, par la critique radicale du système économique libéral. Dans son esprit, le libre jeu du capitalisme (la concurrence) laisse le revenu des ouvriers comprimé par la loi du marché et parfois carrément annulé en temps de crise. Mais cette concurrence ne favorise pas non plus la bourgeoisie qui se voit remplacer par une oligarchie financière omnipotente et inique. Se dessine alors un ennemi commun, le monde de la finance, contre lequel notre auteur appelle à la Révolution :

« la féodalité territoriale et militaire a disparu, il faut que la féodalité financière disparaisse. (…) La royauté de l’argent, l’aristocratie de l’argent, voilà bien effectivement ce qui est en question. »

Par ailleurs, la situation de dépendance des « travailleurs » (entrepreneurs et salariés), qu'il oppose systématiquement aux financiers, « brasseurs d’affaires », par rapport à l’intérêt porté au capital prêté est intolérable au regard de la Liberté :

« L’intérêt du capital représente le privilège accordé à certains membres de la société de voir, tout en restant oisifs, leur fortune se reproduire et s’accroître ; il représente le prix auquel les travailleurs sont forcés d’acquérir la possibilité de travailler ; il représente leur asservissement à une condition que, le plus souvent, ils ne peuvent débattre, et que jamais ils ne peuvent éluder. »

Louis Blanc cherche à y remédier en proposant une intervention sociale et publique à la fois. Seul l’État, « une réunion de gens de bien, choisis par leurs égaux pour guider la marche de tous dans les voies de la liberté », peut remplir ce rôle d’émancipation du Travail en soutenant la propriété associative des outils de production. C’est au souverain qu’incombe la responsabilité et le pouvoir de donner le crédit et non à le recevoir. Ceci passe inévitablement par une nationalisation de la banque et un crédit gratuit aux associations. C’est l’aspect associatif (partage des bénéfices à égalité) de l’entreprise qui compense le taux d’intérêt que l’entreprise devra payer à l’État banquier.
Selon Blanc, le pouvoir financier du moment conditionne l’asservissement des individus à des taux dont ils ne peuvent discuter. Bien souvent, plus l’emprunt est nécessaire plus le taux augmente ce qui est absolument contre-productif socialement. Aussi, si aucune parité ne peut être faite entre le capital et le travail – car lorsque le travailleur meurt son travail disparaît avec lui tandis que le capital survit au capitaliste - le capital peut alors très bien appartenir aux travailleurs associés, indépendamment du capitaliste.
En prônant la doctrine du laisser-aller dans le travail concurrentiel, et sans organisation associative, « la misère devient pour le plus grand nombre un fait inévitable », tant le rapport de force est inégal et la violence inéluctable. Ceci va à l’encontre du premier des droits fondamentaux, le droit à la vie :

« Est-il vrai, oui ou non, que tous les hommes apportent en naissant un droit à vivre ? Est-il vrai, oui ou non, que le pouvoir de travailler est le moyen de réalisation du droit de vivre ? Est-il vrai, oui ou non, que si quelques-uns parviennent à s’emparer de tous les instruments de travail, à accaparer le pouvoir de travailler, les autres seront condamnés, par cela même, ou à se faire esclaves des premiers, ou à mourir ? »

### Un concept central: l’organisation du pouvoir
C’est afin de garantir la vie des individus qu’il demande une « organisation du pouvoir » car le système concurrentiel ne peut remplir cette mission. Or, dans son esprit, « c’est une œuvre trop vaste et qui a contre elle trop d’obstacles matériels, trop d’intérêts aveugles, trop de préjugés, pour être aisément accomplie par une série de tentatives partielles ». Dès lors, seul l’État a la puissance nécessaire d’impulsion permettant la mise en place concrète d’un mode alternatif de répartition - le mode de production reste le même - au sein de la société actuelle.
La mission économique de l'État démocratique reste simple : en parallèle du système concurrentiel laissé à lui-même, le principe de fonctionnement est très précis :

« je n’ai jamais entendu faire l’État producteur et le charger d’une besogne impossible. Qu’il devienne le commanditaire et le législateur des associations, je ne lui demande que cela. »

Ce projet demeure, aux yeux de Blanc, de l'ordre d'une proposition soumise au débat :

« c’est à la nation (…), par ses mandataires, si telle est sa pensée, de jeter au milieu du système social actuel, les fondements d’un autre système, celui de l’association. »

Une distinction dans le travail s’opère alors au sein de l’État entre le communisme (communauté, rouge), le socialisme (association, bleu) et le libéralisme (l’individu, blanc). Ce sont trois couleurs, trois systèmes à égalité, dans la même unité.
Par le biais d'exclamations rhétoriques, Blanc justifie ainsi l'intervention publique dans le secteur associatif :

« il n’est pas interdit d’améliorer le régime des prisons, et il le serait de chercher à améliorer le régime du travail ! Il n’y a pas de tyrannie à tendre la main à des compagnies de capitalistes, et il y en aurait à tendre la main à des associations d’ouvriers ! (…) Nous avons un budget de la guerre, et il serait monstrueux d’avoir un budget du travail ! »

Le concept d’organisation impulsé par un État démocratique est central car, « les obligations sociales ne sont pas tellement simples, elles ne se concilient pas si facilement avec le principe d’égoïsme aveugle qui est au-dedans de nous, qu’on puisse repousser dédaigneusement l’initiation aux saintes maximes du dévouement ». C’est alors à l’État d’organiser une alternative non antagoniste de fonctionnement ; d’établir juridiquement trois espaces économiques distincts.
Blanc partage une anthropologie pessimiste, plus proche de Hobbes que de Rousseau. L'égoïsme naturel requiert ainsi le cadre associatif afin d'éviter le chaos. Avec l'État appuyant ce secteur, chaque homme peut ainsi choisir de devenir un individu social :

« [Louis Blanc est] convaincu que, parmi ceux qui, dans la lutte, cherchent à vaincre coûte que coûte, il est des hommes dont le cœur souffre des moyens qu’ils mettent en usage. Mais le régime économique où ils vivent plongés est là qui les y condamne. Il faut qu’ils tâchent de ruiner autrui, sous peine d’être ruinés eux-mêmes. »

Perverti par le système économique actuel, l'égoïsme pourrait être mis au service de la cause de l'humanité. Il est, de fait, fondé sur une mauvaise perception des individus: selon Blanc, l'intérêt rationnel des individus pousse à l'association plutôt qu'à la concurrence. Seule une oligarchie financière qui profite de cet état de violence perpétuelle.
Seule une solution politique, toutefois, c'est-à-dire collective, peut permettre la mise en place d'un nouvel ordre économique :

« ce sont les imperfections du régime économique existant qui sont coupables. C’est donc à elles surtout qu’il convient de s’en prendre, et les faire graduellement disparaître est affaire, non de haine et de colère, mais d’étude, non de violence, mais de science »

Selon l'historien Maurice Agulhon, ainsi, pour Louis Blanc :

« ce n’est pas organiser l’économie par une sorte de planification, c’est organiser les travailleurs, les inviter à s’associer en coopératives, et à gérer les échanges sur cette base autogestionnaires avant la lettre. »

En effet, dans ce projet, l’État joue un rôle d’impulsion et de contrôle interne la première année, après cela, il est le gardien externe de la propriété collective comme il est le gardien de la propriété privée. Il la préserve sans l’accaparer.
Dans un second temps, organiser, ce n’est pas non plus, en ce qui concerne l’État, ordonner le politique par une sorte d’autoritarisme venant du sommet, c’est organiser les citoyens, les inviter à s’associer à travers les communes et dans des réunions publiques, c’est-à-dire à gérer les échanges politiques sur cette base, avant de prendre part à l’élection des mandataires au suffrage universel. En effet, à défaut d’avoir le temps et l’envie de gérer directement les affaires de l’État, le peuple souverain agit à travers ses serviteurs responsables et révocables.
Le mode de scrutin, système de Thomas Hare, choisi par Louis Blanc est un moyen d’optimiser la représentativité de l’Assemblée en fonction des divergences nationales et permet à celle-ci d’être le résumé vivant de la nation. L’Assemblée nationale se voit ainsi composée des personnes jugées par leurs semblables les plus aptes à les servir. Elle devient le lieu de résolution des conflits sociaux (toujours préférable à la rue pour la bonne marche de l’économie). À Londres, Blanc s'initie à la pensée de J.S. Mill, ce qui le pousse à préconiser un système de représentation proportionnelle permettant aux minorités de se faire entendre.
C’est le concept d’État serviteur qui domine sa démonstration et non la vision d’un État maître comme chez Pierre Leroux ou de l’État anarchique de Proudhon. De plus, comme le précise Francis Demier, « l’idée d’une révolution de classe, d’un scénario qui pousserait une avant-garde ouvrière à s’emparer du pouvoir pour transformer la société est complètement étrangère à la pensée de Louis Blanc ».

### Un moyen d’organisation et une idée à mettre en place: suffrage universel et association
Le suffrage universel est pensé comme moyen d'organiser tant la sphère politique qu'économique, dans un contexte de Modernité caractérisé par l'éloignement du pouvoir central. Le vote devient le moyen d’expression permettant de mandater des personnes pour servir les intérêts des individus à différentes échelles (travail, commune, État). Le citoyen travailleur devient souverain dans ces deux univers.

« Le suffrage universel est l’instrument d’ordre par excellence. Et pourquoi ? parce qu’il est la légitimité dans la puissance, et que là où il est pratiqué, l’État est le « moi » de Louis XIV prononcé non plus par un homme, mais par le peuple. »

Dès lors, en raison de la communauté d’intérêts et de valeurs, c’est bien l’unité républicaine qui est mise en avant. L'idée associative oriente ce projet, se concrétisant dans les ateliers sociaux (industriels et agricoles; le projet d’atelier social littéraire obéit à une autre logique), la commune et l’Assemblée nationale :

« la commune représente l’idée d’unité tout aussi bien que l’État. La Commune, c’est le principe d’association ; l’État, c’est le principe de nationalité. L’État, c’est tout l’édifice ; mais la Commune, c’est la base de cet édifice. »

Ces associations, garanties de l'exercice de la liberté, sont perçues comme le prolongement naturel de la famille, perçue comme forme d'association originelle. Les délégués mandatés par le suffrage ont pour mission de gérer les affaires courantes de la cité ou de l’industrie pour le compte des individus qui, occupés quotidiennement par leur travail et leur famille, ne peuvent intervenir directement et en permanence.
En somme, dans le système qu’il propose, l’individu ne puise plus dans la concurrence les sources du progrès mais dans l’association, organisation qu’il considère comme moins conflictuelle, plus stable économiquement donc moins sujette à une faillite ou à un chômage et, en conséquence, plus enrichissante au niveau macroéconomique :

« Si l’on considère, d’un côté, la force du principe association, sa fécondité presque sans bornes, le nombre des gaspillages qu’il évite, le montant des économies qu’il permet ; et, d’un autre côté, si l’on calcule l’énorme quantité de valeurs perdues que représentent, sous l’influence du principe contraire, les faillites qui se déclarent, les magasins qui disparaissent, les ateliers qui se ferment, les chômages qui se multiplient, les marchés qui s’engorgent, les crises commerciales, (…) il faudra bien reconnaître que, par la substitution du premier principe au second, les peuples gagneraient en richesse ce qu’ils auraient gagné en moralité. »

De plus, au niveau microéconomique, un intérêt purement financier s’ajoute au gain social global en raison de la participation proportionnelle de tous les travailleurs aux résultats économiques de l’entreprise.
Cette idée de proportionnalité se retrouve à l’Assemblée nationale, institution unique d’où tous les pouvoirs découlent car mandatée par le souverain populaire. Les mandataires sont responsables et révocables. Au service du peuple souverain, l'Assemblée devient le lieu de résolution des conflits nés de la pluralité d’opinions. Par ailleurs, un pouvoir administratif autonome est confié aux communes, tandis qu'il faut :

« déclarer supérieurs au droit des majorités et absolument inviolables la liberté de conscience, la liberté de la presse, les droits de réunion et d'association, et, en général, toutes les garanties qui permettent à la minorité de devenir majorité, pourvu qu’elle ait raison et qu’elle le prouve. »

Et c’est en ce sens aussi, qu’il soutient, avec Lamartine, l’abrogation de la loi sur la peine de mort en matière d'infraction politique le 26 février 1848.
Dès lors, l’ensemble du projet s’accompagne inévitablement d’une révolution idéologique car la conscience des interdépendances relève d’un changement de perspective qui nécessite un nouveau prisme de lecture de l’intérêt personnel. Pour lui, « les affections humaines ne sont pas assez vastes pour embrasser dès l’abord l’humanité tout entière », ce qui nécessite la participation démocratique, pédagogique (de la même façon que chez Mill), des travailleurs à des niveaux toujours plus étendus : association, commune et Assemblée. Pour lui, briser un seul de ces anneaux c’est détruire ce qui permet à l’Homme de devenir citoyen.

### La fin des antagonismes: prise de conscience de l’inévitable solidarité et moralisation des échanges
La prise en compte des intérêts individuels réels qui, depuis la Révolution industrielle, sont plus que jamais mêlés et non antagonistes, nécessite une vision dépassant les clivages traditionnels. À cette fin il va s’attacher à prouver combien les antagonismes sont construits, selon la maxime « diviser pour mieux régner ».
Pour Louis Blanc, que ce soit entre les employés ou les employeurs, le législatif ou l’exécutif, la commune ou l’État, les hommes ou les femmes, les jeunes ou les anciens, les projets sociaux et leurs financements, toutes ces oppositions n’ont aucun sens car les intérêts convergent.
Dans son esprit, les employeurs et les employés s’associent pour produire, l’exécutif doit être une émanation sous contrôle du législatif lui-même au service et sous contrôle du souverain populaire, la centralisation politique s’accompagne d’une autonomie administrative des communes, les femmes gèrent la famille (et en cela doivent avoir des droits civils) tandis que les hommes gèrent le foyer (entendu comme structure économique), la fougue de la jeunesse s’accompagne de la sagesse de l’âge. Et, suivant le même principe, les projets sociaux comme l’éducation nationale laïque, gratuite et obligatoire par exemple, trouvent leur légitimité dans une perspective à moyen et à long terme.
Qui plus est, en ce qui concerne le financement du projet social de Louis Blanc, la réduction des dépenses – notamment celles concernant l’Église et les prêtres, et celles attribuées aux préfectures et sous-préfectures, considérées comme une « superfétation tout à la fois ridicule et coûteuse » – serait une avancée significative. Réduction des dépenses auxquelles s’ajoutent les revenus spéculatifs de la banque nationale et ceux notamment de la mise sur le marché d’une assurance d’État couvrant l’ensemble des activités des individus.
Sa théorie défend alors un système démocratique cherchant plus à unir ses forces qu’à les opposer de façon à lutter ensemble contre la misère. Pour lui, de la même manière où dans le passé les forces se sont rassemblées pour protéger la vie, ce qui a pris la forme d’un contrat social, à présent le temps est venu de transposer ce contrat au monde économique de façon à, là aussi, sortir de l’état de nature pour protéger la vie. En veillant sur les pauvres les bienfaits se feront ressentir sur l’ensemble de la collectivité :

« En demandant justice pour les pauvres, nous veillons sur ce riche que les coups du sort peuvent demain faire tomber dans la pauvreté. En demandant protection pour les faibles, nous songeons aussi à vous, puissants du jour, que le souffle des vicissitudes humaines peut d’un instant à l’autre dépouiller de votre force. Oui, tous les hommes sont frères ; oui, tous les intérêts sont solidaires. La cause de la démocratie, c’est la cause de la liberté bien entendue, qui ne peut exister là où n’est pas l’unité. La démocratie est comme le soleil, elle brille pour tous. »

C'est ainsi que pour Francis Demier :

« l'originalité de Louis Blanc tient à l’articulation étroite qui s’établit entre l’avènement de la démocratie qui s’impose après l’effondrement du système ancien miné par les effets pervers de la concurrence, et le changement de société que représente l’« Atelier social ». »

D’ailleurs, Louis Blanc fait le pari que la conséquence de la démocratie sera l’avènement du socialisme.
Le projet d'établir les ateliers sociaux, la Commune et l'Assemblée nationale ne peuvent se concrétiser, à long terme, sans changement moral. L'absence de morale actuelle est ainsi souligné par Blanc:

« on ne prétendra pas (…) que la morale trouve son compte (…) dans la baisse systématique des prix, la falsification des marchandises, les réclames mensongères, les ruses de toute espèce pour grossir sa clientèle aux dépens de celle du voisin, (…) dans l’objectif de ruiner autrui sous peine d’être ruiné soi-même. »

Ce déficit moral s’accompagne de nombreuses souffrances chez ceux qui sont obligés d’appliquer ces règles :

« Je suis convaincu que, parmi ceux qui, dans la lutte, cherchent à vaincre coûte que coûte, il est des hommes dont le cœur souffre des moyens qu’ils mettent en usage. Mais le régime économique où ils vivent plongés est là qui les y condamne. Il faut qu’ils tâchent de ruiner autrui, sous peine d’être ruinés eux-mêmes. »

Or, elle est soutenue par l'idéologie libérale qui conçoit l’individualisme et la concurrence comme le terme de toute évolution politique. Celle-ci affecte toute la société, y compris les familles : une sorte de schizophrénie touche les individus qui, solidaires en famille, doivent se battre à l’extérieur, parfois même en détruisant d’autres familles. Dès lors, selon F. Demier,

« dans une dialectique implacable et mécaniste, c’est tout le progrès qui est perverti par la logique de la concurrence dans la mesure où ce qui pourrait être un bien se transforme en aliénation. »

C’est pourquoi il fixe quelques principes moraux, devant servir de repères à la construction concrète du projet. « L’évangile en action » évoqué dans Le Catéchisme des socialistes caractérise ainsi le socialisme. Sans être clérical et tout en défendant la laïcité, il pense néanmoins que « le socialisme a pour but de réaliser parmi les hommes ces quatre maximes fondamentales de l’Évangile : 1° Aimez-vous les uns les autres ; 2° Ne faites pas à autrui ce que vous ne voudriez pas qu’on fit à vous-mêmes ; 3° Le premier d’entre vous doit être le serviteur de tous les autres ; 4° Paix aux hommes de bonne volonté ! ».
On pourrait y ajouter un cinquième principe, qu’il décrit comme « une loi écrite en quelque sorte dans son organisation par Dieu lui-même », qui consiste à « produire selon ses facultés et à consommer selon ses besoins ».
L’objectif de toute politique est, selon lui, « d’élever la condition intellectuelle, morale et physique de tous ; (…) de rendre les hommes plus éclairés, plus heureux et meilleurs ». Pour Louis Blanc, d’un point de vue moral, lorsque l’action de l’État va dans ce sens elle est un bien, lorsqu’il agit en sens inverse, elle est un mal :

« Si l’État (…) manque à son devoir quand il intervient pour mettre obstacle au développement de l’autonomie individuelle, il remplit, au contraire, le plus sacré de ses devoirs lorsqu’il intervient pour écarter les obstacles que mettent à l’essor de la liberté, chez le pauvre, la misère, résultat d’une civilisation imparfaite, et l’ignorance, résultat de la misère. »

## Hommages toponymiques
(2 novembre 2019).
- Si vous ne connaissez pas le sujet, laissez ce bandeau (vous pouvez alors contacter les auteurs).
- Si vous supprimez le contenu mis en cause (vous pouvez préalablement contacter les auteurs),

argumentez précisément cette suppression dans la page de discussion
(un manque de référence n'est pas un argument ; une recherche réelle de référence doit avoir été effectuée, être formellement documentée).
Par ordre alphabétique des villes :
- Une rue Louis Blanc à Aigues-Mortes
- un boulevard Louis-Blanc à Alès
- une avenue Louis-Blanc à Amiens
- une rue Louis-Blanc à Angers

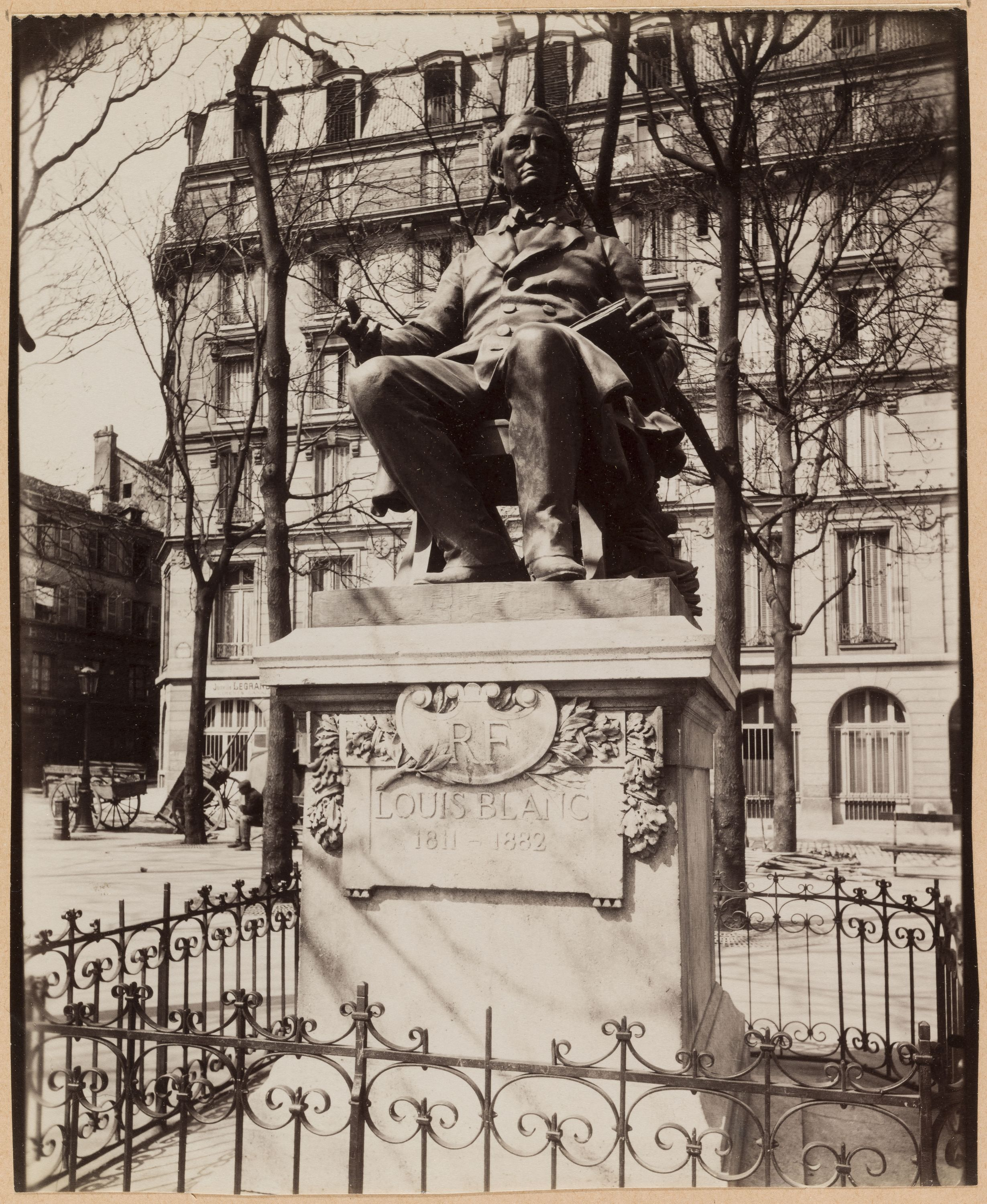
Statue en bronze érigée place Monge à Paris en 1887, sculpteur Léon-Alexandre Delhomme, refondue en 1942 (récupération des métaux non-ferreux).

- une rue et un cabinet médical Louis-Blanc à Anzin
- une place Louis-Blanc à Arles
- une école Louis Blanc à Blanzat[66]
- une place Louis-Blanc à Boulogne-sur-Mer
- un cours Louis Blanc au Bouscat
- une rue Louis-Blanc à Brest
- une rue Louis-Blanc à Cannes
- une rue Louis-Blanc à Courbevoie
- une rue Louis Blanc à Courcelles-les-lens
- une place Louis-Blanc à Cusset
- une rue Louis-Blanc à Dijon
- une avenue Louis-Blanc à Draguignan
- une place Louis-Blanc à Elne
- une rue Louis-Blanc à Gonfaron
- une rue Louis-Blanc à Grenoble
- une rue Louis-Blanc à Hellemmes
- une rue Louis-Blanc à La Garenne-Colombes
- un boulevard Louis-Blanc à La Roche-sur-Yon et à Villefranche sur Saône
- une rue Louis-Blanc et deux écoles (maternelle/élémentaire) Louis Blanc au Havre
- une rue Louis-Blanc à Lille
- un collège à La Varenne Saint-Hilaire : voir Saint-Maur-des-Fossés
- un quai de la Sarthe-Louis-Blanc au Mans
- une rue Louis-Blanc au Pré-Saint-Gervais
- une rue Louis-Blanc à Levallois-Perret
- un boulevard Louis-Blanc à Limoges
- une rue Louis-Blanc à Lyon
- une rue Louis-Blanc à Malakoff
- une rue Louis-Blanc à Montataire
- un boulevard Louis-Blanc et une station de tramway (ligne 1 et 4) à Montpellier
- une Rue Louis-Blanc à Moulins (Allier)
- une rue Louis-Blanc à Nantes
- une rue Louis-Blanc à Neuville-sur-Saône
- une station du métro Louis Blanc (lignes 7 et 7 bis) ; un collège Louis-Blanc ; une rue Louis-Blanc[67] ainsi qu'un bassin Louis-Blanc du canal Saint-Martin dans le 10e arrondissement de Paris
- une rue Louis-Blanc à Périgueux
- une rue Louis Blanc à Perpignan
- une rue Louis-Blanc à Rouen
- une rue Louis-Blanc à Saint-Étienne
- une rue Louis Blanc à Saint-Brice-Courcelles
- une rue Louis-Blanc à Saint-Laurent-de-la-Salanque
- un collège Louis-Blanc à Saint-Maur-des-Fossés
- une école primaire Louis-Blanc à Saint-Tropez
- une place Louis-Blanc à Sainte-Maxime
- une rue Louis Blanc à Sainte-Savine
- une place Louis-Blanc à Salon-de-Provence
- une rue Louis-Blanc à Sanary
- une rue Louis-Blanc à Sète
- une place Louis-Blanc à Toulon
- une rue Louis-Blanc à Tours
- une allée Louis Blanc à Wasquehal

## Critiques
Les doctrines de Louis Blanc ont été critiquées par l'un de ses contemporains, l'économiste libéral Frédéric Bastiat, dans une brochure intitulée Individualisme et Fraternité et dans un article du Journal des Économistes titré Propriété et Loi en 1848. Il le prend également à partie dans son pamphlet La Loi.

## Œuvres
- Organisation du travail [1839], Bureau de la Société de l’Industrie Fraternelle, Paris, 1847, 5e édition.
- Histoire de dix ans, 1830-1840, Pagnerre, Paris, 1842, 2e édition. Texte en ligne en anglais. Texte en ligne en français procuré par Wikisource : s:fr:Histoire de dix ans.
- Révélations historiques, Meline, Cans et compagnie, Éditeurs, Bruxelles, 1859[69].
- Histoire de la révolution française, Langlois et Leclercq, Paris, 1847-1862, 12 vols; Furne et Cie - Pagnerre, Paris, 1857-1870, 12 vols., 2e édition, avec une préface de George Sand.
- Le Catéchisme des socialistes, Paris, aux bureaux du Nouveau-Monde, 1849.
- Appel au Honnêtes Gens. Quelques pages d'histoire contemporaine, Paris, au bureau central, 1849.
- Avec Jacques Crétineau-Joly, la contre-révolution, partisans, vendéens, chouans, émigrés 1794-1800.
- Lettres sur l'Angleterre (1866-1867).
- Dix années de l'Histoire de l'Angleterre (1879-1881).
- Questions d'aujourd'hui et de demain (1873-1884).
- « Quelques vérités économiques », Les Temps nouveaux, Révélations historiques, 1911.